# Paraíso: Amor
Paraíso: Amor (alemán: Paradies: Liebe) es una película de 2012 dirigida por Ulrich Seidl. Cuenta la historia de una mujer de 50 años de edad, que viaja a Kenia como una turista sexual. El proyecto es una producción austriaca con coproductores en Alemania y Francia. Es la primera entrega de la trilogía Paraíso de Ulrich Siedl, un proyecto concebido como una única película con tres historias paralelas.
Paraíso: Amor compitió en el Festival de Cine de Cannes 2012 . Posteriormente se proyectó en festivales como el Festival Internacional de Cine de Toronto, Festival de Cine de Maryland, Festival Internacional de Cine de Nueva Zelanda.

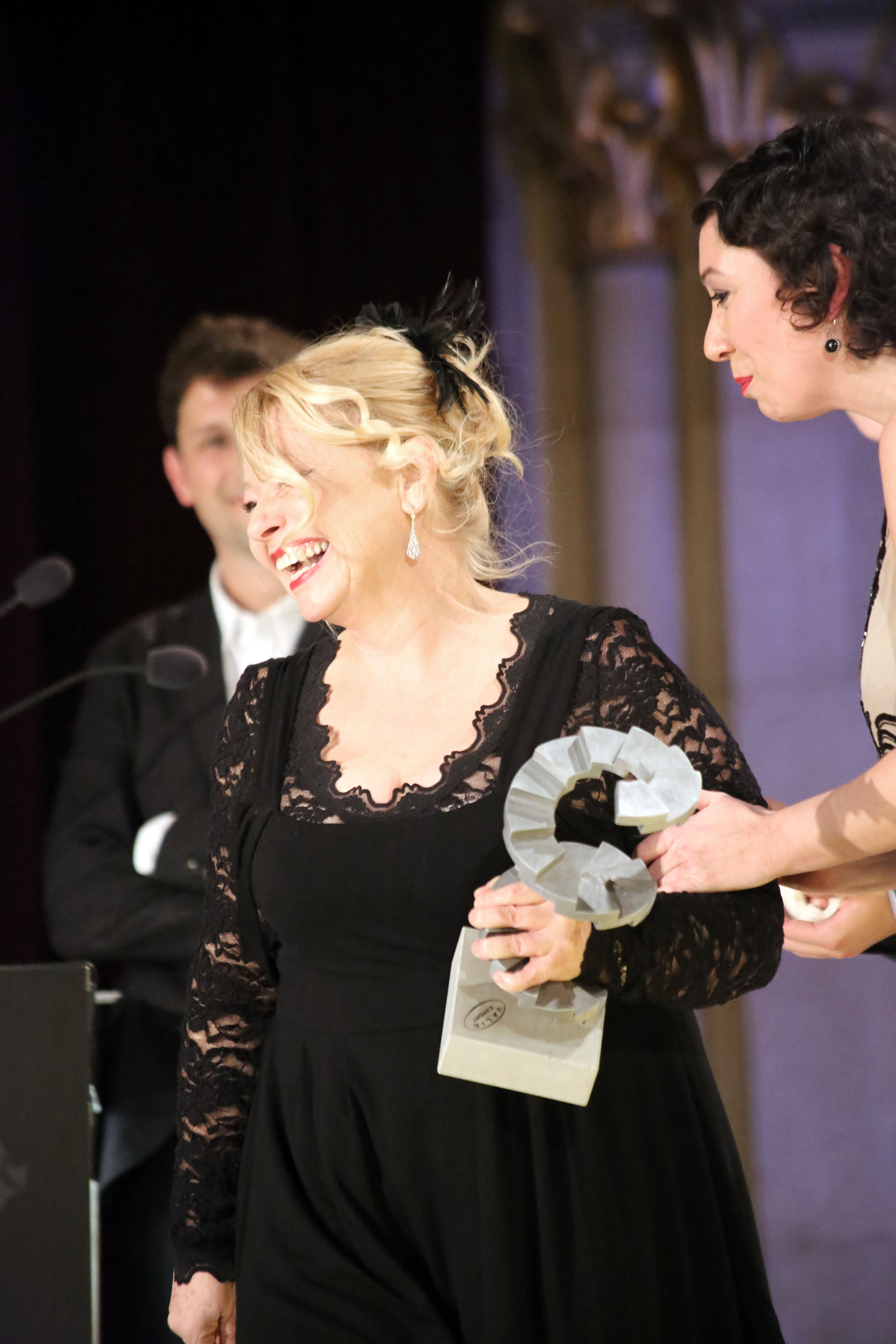
Margarethe Tiesel es la actriz principal de la película. Recibiendo el premio a la mejor actriz austríaca en 2013.

## Argumento
Teresa es una mujer austríaca que va de vacaciones a un resort en Kenia a propósito de su cumpleaños número 50, dispuesta a disfrutar de los servicios sexuales que ofrecen los hombres locales a extranjeras. Mientras realiza el propósito de su viaje, Teresa experimenta de primera mano lo que las mujeres como ella representan en la zona: dinero. Cae en cuenta de que los hombres no piden una tarifa por sus servicios sino que, posterior a sus encuentros, solicitan ayuda financiera para familiares y personas necesitadas de su comunidad. Resentida por el hecho de que éstos no se doblegan del todo a sus exigencias de amor y sexo, aún con dinero de por medio, Teresa se siente sola, indeseable, y vieja. Contada en perturbadores encuentros marcados por las desigualdades raciales y de clase, en esta primera parte del tríptico fílmico Paraíso, Seidl ofrece una íntima mirada al turismo sexual dirigido a mujeres así como la inherente neocolonialidad a la objetivización del cuerpo negro masculino desde la mirada de las mujeres blancas. 

## Reparto
- Margarethe Tiesel como Teresa (Sugar Mama).
- Peter Kazungu como Munga (Beach boy).
- Inge Maux como amiga de Teresa (Sugar Mama).
- Dunja Sowinetz como turista.
- Helen Brugat como turista.
- Gabriel Mwarua como Gabriel (Beach boy).
- Josphat Hamisi como Josphat (Barman).
- Carlos Mkutano como Salama (Beach boy).

## Producción

### Desarrollo
El origen de la película era un guion de Ulrich Seidl que escribió con su esposa Veronika Franz, que consta de seis historias de los occidentales que viajan a países en desarrollo como turistas. El turismo sexual se convirtió en un motivo recurrente en el guion. A continuación, el proyecto fue revisado a fin de centrarse más en una sola familia, y se suponía que iba a ser una película de 130 minutos con el título Paraíso, que constaba de tres historias paralelas, cada una centrada en un miembro de la familia, dos hermanas adultas y una hija adolescente en búsqueda de experiencias paradisíacas.
La historia que se centró en Paraíso: Amor como la más elaborada de los tres. Seidl pensó en establecerla en otras partes del mundo donde el turismo sexual femenino es común, pero eligió Kenia (África), en parte porque la historia colonial agregaría otra capa a la película. El equipo viajó a Kenia durante dos años buscando los lugares adecuados. El casting de la actriz principal tomó un año antes de que Margarethe Tiesel ganara el papel. El elenco es una mezcla de actores profesionales y actores no profesionales; Los "Beach Boys" eran locales que se encuentran en las playas de Kenia.
La película fue producida a través de la compañía austríaca  Ulrich Seidl Film Production, con la alemana Tatfilm Produktion y la francesa Société Parisienne de Production como co-productores. Más apoyo a la coproducción vino de los organismos de radiodifusión ORF, Arte y Degeto. El proyecto recibió fondos del Instituto Austriaco de Cine, Filmfonds Wien, Land Niederösterreich, Eurimages, del francés Centro Nacional de la Cinematografía y Medien- und Filmgesellschaft Baden-Württemberg.

### Filmación
El rodaje de todo el proyecto de tres partes, tuvo lugar entre el 22 de octubre de 2009 y el 14 de septiembre de 2010 en Kenia y Viena. Todo fue rodado en localizaciones reales, por lo que los eventos reales podrían ser capturados junto con el contenido ficticio. El guion contenía instrucciones para la información de lo que cada escena contendría, pero sin líneas de guion, y fue constantemente reelaborado durante la filmación. Las escenas fueron filmadas cronológicamente para hacer posibles vueltas inesperadas y dejar el final abierto. Como Seidl tenía dificultades para escoger uno de los dos candidatos finales para el protagonista masculino, decidió comenzar a rodar con ambos y cambiado la historia de acuerdo a la forma en que se desenvolvían. En el guion, el personaje principal había sido una turista sexual experimentada, pero cuando Seidl vio a los actores actuar entre ellos, decidió reescribir el guion como una turista que va por primera vez a Kenia, ya que se vería más creíble de esa manera.

### Posproducción
La edición de todo el proyecto duró un año y medio. Seidl pasó por muchos momentos ásperos en los cuales pensó que todas eran buenas películas, pero se dio cuenta de todo junto iba a terminar durando cinco horas y media. También pensó que las tres historias diferentes se debilitaron entre sí, en lugar de hacerse mutuamente más interesantes. La decisión fue entonces dividir el proyecto en tres películas separadas, y liberarlas como una trilogía.

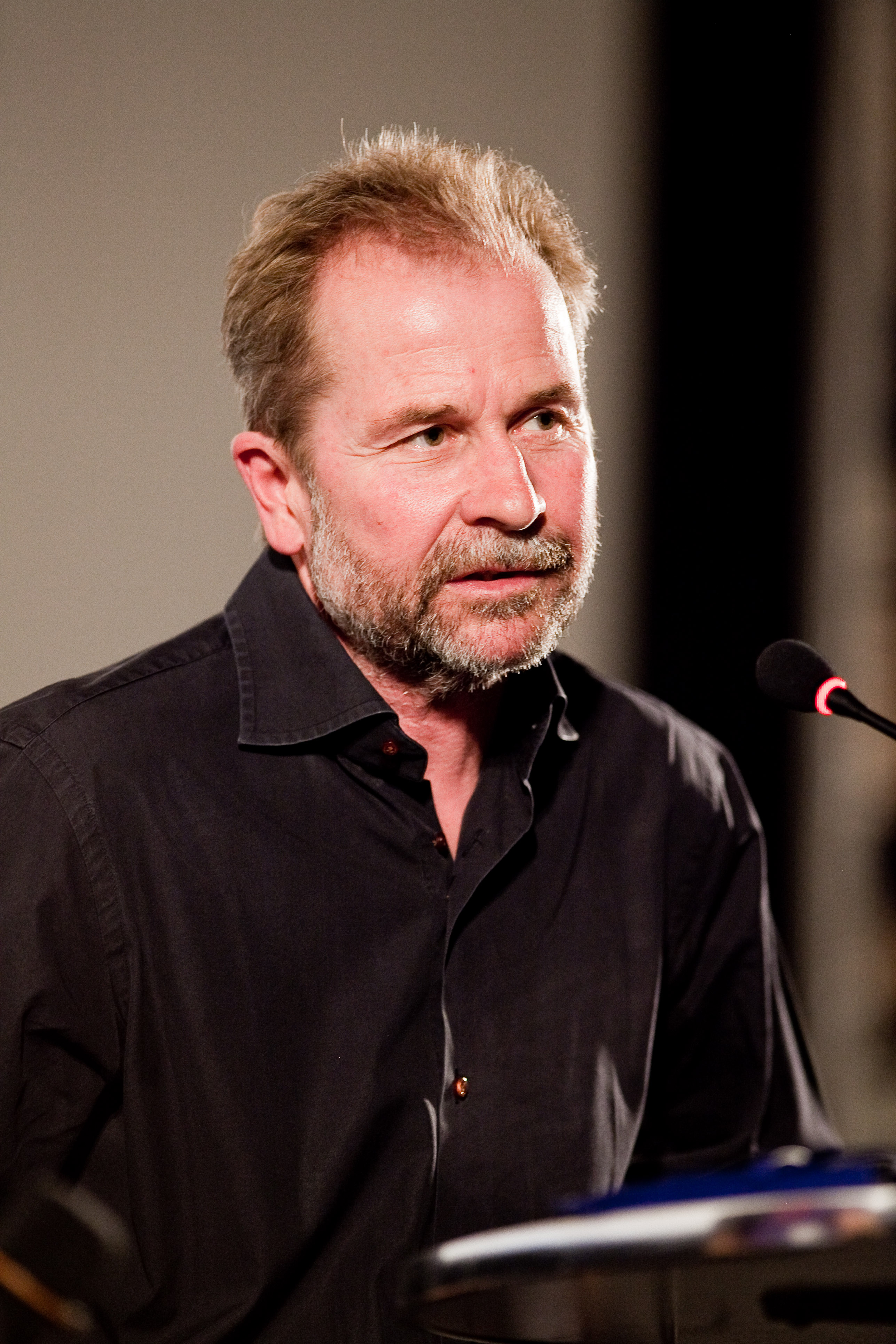
Ulrich Seidl director y productor de la película.

## Lanzamiento
Paraíso: Amor fue estrenada el 18 de mayo de 2012 en el Festival de Cannes 2012, otras entregas de la trilogía, como Paraíso: Fe y Paraíso: Esperanza, fueron previstas para aparecer en los siguientes festivales de cine.

## Crítica
Allan Hunter de Screen International escribió: "Paraíso: Amor adhiere a la metodología de Ulrich Seidl de trabajo sin un guion tradicional y el desarrollo de escenas individuales a partir de una planificación detallada y la interacción de actores profesionales y no profesionales en la película, que da como resultado memorable una altamente convincente naturalidad. Momentos como en los cuales Teresa (Margarethe Tiesel) discute sus deseos y su vulnerabilidad con otras turistas sexuales o cuando confronta amargamente la realidad de un país en el que el amor es una transacción más que una respuesta genuina del corazón. También crea una película exagerada que no logra superar la previsibilidad de la historia. Leslie Felperin escribió en Variety: "Paraíso: Amor de Ulrich Seidl no es la primera película que explora el mundo de las mujeres "ricas" y los jóvenes "sementales" que le permiten su satisfacción, sino que ni siquiera es el primero en hacerlo en un contexto del turismo sexual, después de haber sido expuesto por Heading South en 2006 de Laurent Cantet. Pero seguro que es la más directa ... repulsiva y sublimemente hermosa, posiblemente la celebración y condenatorio de sus personajes, es horrible y magistral todos a la vez, es Saló o los 120 días de Sodoma con quemaduras por el sol".  También Screen International y The Hollywood Reporter compararon la película a la de Laurent Cantet en sus críticas.